# 中川家ん!
『中川家ん!』（なかがわけん）は、一部TBS系列局で放送されていた毎日放送テレビ（MBSテレビ）製作のバラエティ番組。製作局の毎日放送テレビでは2003年9月2日から2005年3月22日まで、毎週火曜 23:55 - 翌0:55に放送。

## 概要
中川家の冠番組の1つで、当初は『いいなり旅キュメンタリー 中川家ん!』（いいなりリョキュメンタリー なかがわけん）と題して放送されていた。その当時はゲスト出演者が通行人に関西各地の観光スポットを尋ね、その人物が答えた場所まで行かなければならない「いいなり旅」という企画を主軸にしていたが、この企画は2か月足らずで打ち切られ、番組自体もすぐにリニューアルした。
以後は『オトナのしゃべりた学級 中川家ん! -WE STUDY SO HARD-』（オトナのしゃべりたがっきゅう なかがわけん）と題し、中川家ほかレギュラー陣が「中川家ん!立おとな学校」を舞台に、毎回ゲストに招いた特別講師から専門的な講義を受けるという内容で放送されるようになった。また、以後は視聴者から寄せられたスクープを紹介するコーナーも実施するようになった。
この番組の終了後、毎日放送は番組の短期打ち切りが続くこの火曜深夜枠と、長らく『たかじんONE MAN』を放送してきた水曜深夜枠の入れ替えを実施した。これにより、中川家や陣内智則、フットボールアワーらが出演する後継番組『ジャイケルマクソン』は『たかじんONE MAN』跡地の水曜深夜枠で放送されることになった。

## 出演者

### 先生
- 礼二（中川家）

### 生徒
- 剛（中川家）
- はしのえみ
- ほんこん（130R）
- ケンドーコバヤシ
- 大石里紗 - 2004年9月まで出演。
- 西川かの子 - 2004年10月から出演。
- 西靖（MBSアナウンサー）

### ナレーター
- 大月勇（当時・MBSアナウンサー）

## スタッフ
- 構成作家 - 八木晴彦、博多ヒト志、小林仁、小倉マサシ、広瀬史幸、成田ナリ
- TD / VE - 竹本友亮・三木典人（共にMBS）
- SW - 林謙一郎
- CAM - 菊池幸雄、武田和仁
- AUD - 杉本誠（MBS）
- LD  - 北田研二（MBS）
- 美術 - 松尾光生（MBS）
- タイトル - 宮本由紀子
- CG - 紀野伸子
- EED - 三木嘉彦・北村真智子・中居秋（全員MBS）、早川徹哉（イングス）
- MA / SE - 久坂恵紹（戯音工房）
- ロケ技術 - エキスプレス、アルチザン、フォレスト
- 技術協力 - Trash、放送映画製作所、アーチェリープロダクション、SAプロ、毎日舞台、高津商会、堺かつら、スタジオセルズ、イングス、タイトルラボ、戯音工房
- 制作協力 - 吉本興業、佐藤企画 / スタッフ21、デラックスキッズ、東通企画、SSSystem、ドゥエンタープライズ、ユーロック
- AD - 森貴洋（MBS）、竹山理恵（ユーロック）、野村彰宏
- ディレクター - 長富剛（MBS）、永峰修治（クラッチ.）、田中啓太郎（デラックスキッズ）、北村崇（東通企画）、佐藤輝照
- AP - 住永恭子（MBS）
- 演出 - 浜田剛寛（MBS）
- プロデューサー - 岸本孝博（MBS）
- 製作著作 - 毎日放送

## 放送局
| 放送対象地域 | 放送局                      | 系列    | 放送日時                     | 備考          |
| ------------ | --------------------------- | ------- | ---------------------------- | ------------- |
| 近畿広域圏   | 毎日放送テレビ（MBSテレビ） | TBS系列 | 火曜 23:55 - 翌0:55          | 製作局        |
| 中京広域圏   | 中部日本放送                | TBS系列 | 火曜 0:55 - 1:55（月曜深夜） | 現：CBCテレビ |
| 熊本県       | 熊本放送                    | TBS系列 | 日曜 13:00 - 14:00           | 不定期放送    |